# 정예인
정예인(鄭叡仁, 1998년 6월 4일~)은 대한민국의 가수로  걸 그룹 러블리즈의 서브보컬을 맡고 있다.
신체: 163cm 38kg O형

## 학력
- 부일초등학교 (졸업)
- 구산중학교 (중퇴)
- 중학교 졸업학력 검정고시 (합격)

## 음반 활동

### 디지털 싱글
- 2022년 1월 25일〈Plus n Minus〉
- 2022년 12월 2일〈버스정류장〉
- 2024년 6월 4일〈내가 너의 봄이 되어줄게〉
- 2024년 9월 11일〈Dance with me〉

### 참여
- 2019.10.24. 전상근 - 날아올라 (청일전자 미쓰리 OST Part.3) (작사,작곡 참여)
- 2024년 8월 17일 TV조선 DNA 러버 OST part.1〈I'll  Get You〉(가창 참여)
- 2024년 9월 11일 MBN 나쁜기억 지우개 OST〈어디쯤에〉(가창 참여)

## 출연 작품

### 예능
- KBS2 《위기탈출 넘버원》
- 엠넷 《야만TV》
- MBC 《미스터리 음악쇼 복면가왕》
  - 판정단 (133~134회·219~210회)
  - 엄지 내리지 말고 엄지 올려! 엄지 척 가창력 엄지공주 - 참가자 (233회)
- JTBC2 《송지효의 뷰티뷰》170209
- SBS 《 정글의 법칙 in 코론 》411~415회
- LG헬로비전 《로드Show 즐겨라 대한민국》
- 유튜브 《노빠꾸 탁재훈 탁스패치》

### 드라마
- 《월계수 양복점 신사들》 (KBS2, 2016년)
- 《크리미널 마인드》 (tvN, 2017년) - 어린 하선우 역
- 《더블루씨》 (웹드라마) - 조해지 역
- 《Mㅓ라도 하면 되겠Z》 (웹드라마) - 신입사원 역
- 《사심폭발 로망스》 (웹드라마) - 강덕심 역

### 영화
- 《열아홉 서른아홉》 (2022) - 신현수 역 (이유미 아역)

### 뮤지컬
- 《뮤지컬 카르밀라》 (2024) - 카르밀라 역

### 라디오
- 2015년 SBS 파워FM 《박소현의 러브게임》
- 2023년~ SBS 파워FM 《배성재의 텐》유지애 와 더 잡 퀴즈쇼 고정 게스트